# Omnitrophica
Candidatus Omnitrophica alias Ca. Omnitrophicaeota oder Ca. Omnitrophota ist ein 2013 vorgeschlagener Kandidatenstamm von Bakterien mit chemolithoautotropher Ernährungsweise.
Diese Klade (Verwandtschaftsgruppe) war zuvor als Candidate division OP3 oder Candidate division WOR-2 bezeichnet worden.
Diese Bakterien benötigen zum Gedeihen offenbar anoxische Umgebungen, wie z. B. in tiefe Meeressedimente, hypersaline Umgebungen, Süßwasserseen, Aquifere, überfluteten Böden und methanogene Bioreaktoren.
Genomanalysen haben Gene gefunden, die auch in anderen bakteriellen Phyla vorhanden sind und für den Bau von Magnetosomen verantwortlich sind,  Diese Organellen haben magnetische Eigenschaften, so dass die Bakterien in der Umgebung magnetisch orientiert sind.
Ca. Omnitrophica gehört zur Gruppe der Planctobacteria (PVC-Gruppe) – zusammen mit den Phyla Planctomycetes, Verrucomicrobia und Chlamydiae, mit denen es einen gemeinsamen Vorfahren hat.

## Systematik

### Systematik nach LPSN und NCBI
Die nachstehende Systematik folgt in erster Linie der überkommenen taxonomischen Anforderungen folgenden List of Prokaryotic names with Standing in Nomenclature (LPSN) und (nachrangig) der Taxonomie des National Center for Biotechnology Information (NCBI), Stand 13. August 2022. Nicht nach offiziellen taxonomischen Regeln veröffentlichte Kandidaten mit provisorischen Namen sind nur teilweise wiedergegeben.
Phylum (Abteilung): „Candidatus Omnitrophica“ Rinke et al. 2013 alias Ca. Omnitrophicaeota, Ca. Omnitrophota, Candidate division WOR-2 (White Oak River group 2), Candidate Division OP3 (Obsidian Pool group 3)
- Klasse: incertae sedis
  - Ordnung: incertae sedis
    - Familie: incertae sedis
      - Gattung: „Candidatus Omnitrophus“ Rinke et al. 2013
        - Spezies (Art): „Candidatus Omnitrophus fodinae“ Rinke et al. 2013
          - Stamm (en. strain): SCGC AAA011-A17

        - Spezies: „Candidatus Omnitrophus magneticus“ Kolinko et al. 2016 inkl. Ca. Omnitrophus sp. SKK-01 (nach der GTDB abgetrennt in eine eigene Gattung Omnitrophus_A, s. u.)
          - Stamm: SKK-01

      - Gattung: „Candidatus Velamenicoccus“ Kizina et al. 2022, ursprünglich  „Ca. Vampirococcus“" Kizina 2017 non Guerrero et al.  1986 (Doppelvergabe), entspricht Vampirococcus_B (GTDB)
        - Spezies: „Candidatus Velamenicoccus archaeovorus“ Kizina et al. 2022, veraltet Vampirococcus sp. LiM oder früher OP3 LiM,[7] entspricht Vampirococcus_B archaeovorus (GTDB)
          - Stamm: LiM

      - Gattung: incertae sedis
        - Spezies: Ca. Omnitrophica bacterium UBA6210, entspricht Vampirococcus_B sp002421805 (GTDB)
        - Spezies: Ca. Omnitrophica bacterium 4484_213, entspricht 4484-213 sp002085025 (GTDB)
        - Spezies: Ca. Omnitrophica bacterium isolate NC_groundwater_1466_Ag_S-0.65um_60_22, entspricht  JACQVP01 sp016209715 (GTDB)[8]
        - Spezies: Ca. Omnitrophica bacterium isolate NC_groundwater_666_Ag_B-0.1um_57_48, entspricht JACPQZ01 sp016190205 (GTDB)[9]
        - Spezies: Omnitrophica clone OPB2[10]
        - Spezies: Uncultured soil bacterium PBS-87[11]
        - Spezies: Mixed culture isolate Koll11[12] – in der GTDB als Spezies nicht gelistet, aber als Klasse

Bacteria incertae sedis:
- Spezies: uncultured Banisveld landfill bacterium BVC56 – nach OneZoom zum Phylum gehörig

### Systematik nach GTDB
Die nachstehende Systematik folgt der genomisch orientierten Genome Taxonomy Database (GTDB) mit vier Klassen, Stand 13. August 2022. Vertreter mit provisorischen Bezeichnern sind nur teilweise wiedergegeben.
Phylum: Omnitrophota, entspricht Ca. Omnitrophica (LPSN,NCBI) bzw. Ca. Omnitrophicaeota (NCBI)
- Klasse: Omnitrophia (4 Ordnungen)
  - Ordnung: Omnitrophales
    - Familie: Omnitrophaceae
      - Gattung: Omnitrophus
        - Spezies: Omnitrophus fodinae
          - Stamm: SCGC AAA011-A17

      - Gattung: JACQVP01
        - Spezies: JACQVP01 sp016209715, entspricht Ca. Omnitrophica bacterium isolate NC_groundwater_1466_Ag_S-0.65um_60_22[8]
          - MAG: NC_groundwater_1466_Ag_S-0.65um_60_22
- Klasse: 4484-213 (1Ordnung)
  - Ordnung: 4484-213
    - Familie: 4484-213
      - Gattung: 4484-213
        - Spezies: 4484-213 sp002085025, entspricht Ca. Omnitrophica bacterium 4484_213 (NCBI)
          - Stamm: 4484_213
- Klasse: JACPQZ01 (1 Ordnung)
  - Ordnung: JACPQZ01
    - Familie: JACPQZ01
      - Gattung: JACPQZ01
        - Spezies: JACPQZ01 sp016190205, entspricht Ca. Omnitrophica bacterium isolate NC_groundwater_666_Ag_B-0.1um_57_48 (NCBI)[9]
          - MAG: NC_groundwater_666_Ag_B-0.1um_57_48
- Klasse Koll11 (32 Ordnungen)
  - Ordnung SKK-01
    - Familie SKK-01
      - Gattung Omnitrophus_A (abgetrennt von der Gattung Omnitrophus)
        - Spezies Omnitrophus_A magneticus, entspricht „Ca. Omnitrophus magneticus“ Kolinko et al. 2016 (LPSN,NCBI) bzw. Ca. Omnitrophus sp. SKK-01 (NCBI)
          - Stamm: SKK-01[15]

  - Ordnung UBA1572
    - Familie UBA1572
      - Gattung Vampirococcus_B, entspricht Ca. Velamenicoccus (LPSN,NCBI)
        - Spezies Vampirococcus_B archaeovorus, entspricht Ca. Velamenicoccus archaeovorus (NCBI)
          - Stamm LiM

        - Spezies Vampirococcus_B sp002421805, entspricht Ca. Omnitrophica bacterium UBA6210 (NCBI)
          - Stamm UBA6210

### Systematik nach OneZoom
OneZoom listet unter OP3 lediglich folgende Vertreter (Stand 13. August 2022):
Phylum: Candidate division OP3
- Spezies: Omnitrophica clone OPB2[10]
- Spezies: Uncultured soil bacterium PBS-87[11]
- Spezies: Mixed culture isolate Koll11[12]
- Spezies: uncultured Banisveld landfill bacterium BVC56[13]